# Batkivșciîna, Narodîci
Batkivșciîna (în ucraineană Батьківщина) este un sat în comuna Rozsohivske din raionul Narodîci, regiunea Jîtomîr, Ucraina.

## Demografie
Componența lingvistică a localității Batkivșciîna
     Ucraineană (100%)
Conform recensământului din 2001, toată populația localității Batkivșciîna era vorbitoare de ucraineană (100%).